# آلن جونز (هنرپیشه)

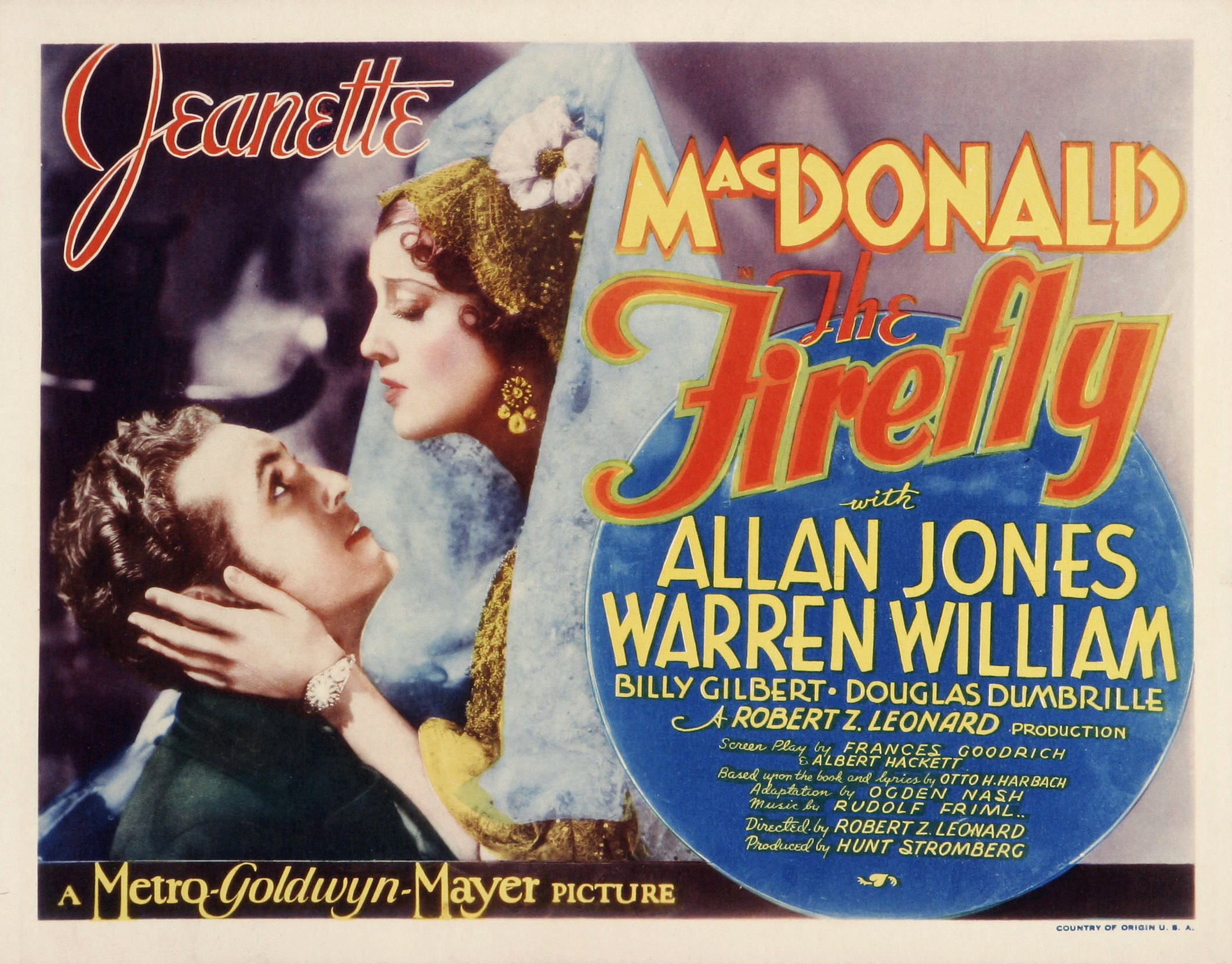
الن جونز بازیگر اهل ایالات متحده آمریکا بود.

آلن جونز (انگلیسی: Allan Jones؛ ‏ ۱۴ اکتبر ۱۹۰۷ – ۲۷ ژوئن ۱۹۹۲) بازیگر اهل ایالات متحده آمریکا بود.

## گزیده فیلمشناسی
از فیلم‌ها یا برنامه‌های تلویزیونی که وی در آن نقش داشته‌است می‌توان به آثار زیر اشاره کرد.
- شبی در اپرا (۱۹۳۵)
- رز ماری (فیلم ۱۹۳۶) (۱۹۳۶)
- قایق نمایش (۱۹۳۶)
- یک روز در مسابقه (۱۹۳۷)
- فایرفلای (فیلم) (۱۹۳۷)
- ویکتور هربرت بزرگ (۱۹۳۹)
- یک شب در استوا (۱۹۴۰)
- مهتاب در هاوانا (۱۹۴۲)